# Crepis hellenica
Crepis hellenica là một loài thực vật có hoa trong họ Cúc. Loài này được Kamari mô tả khoa học đầu tiên năm 1976.